# Arushina dentichelis
Arushina dentichelis är en spindelart som beskrevs av Lodovico di Caporiacco 1947. Arushina dentichelis ingår i släktet Arushina och familjen flinkspindlar. Inga underarter finns listade i Catalogue of Life.